# Рене Антоан Фершо де Реомир
Рене Антоан Фершо де Реомир (фр. René Antoine Ferchault de Réaumur; Ла Рошел, 28. фебруар 1683 — Сен Жилијен ди Теру, 17. октобар 1757) био је француски научник, који је допринео великом броју различитих поља, посебно проучавању инсеката. Увео је Реомирову температурну скалу.

## Живот
Реомир је рођен у значајној породици у Ла Рошелу, а образован је у Паризу. Учио је филозофију на језуитском колеџу у Поатјеу, а 1699. је отишао у Бурж да студира континентално право и математику под менторством свог ујака, каноника из Сент Шапела. Године 1703, дошао је у Париз, где је наставио са студијама математике и физике, а 1708. године, са само 24 године, изабран је за члана Француске академија наука, по номинацији Пјера Варињона, његовог наставника математике. Од тада па надаље, готово пола века није било године када у часопису Mémoires de l'Académie није било бар једног Реомировог рада.
На почетку, пажњу му је одузимало проучавање математике, посебно геометрије. Године 1710, постављен је за вођу великог владиног пројекта, који је за последицу имао оснивање мануфактура, које су биле нове за Француску, и оживљавање запостављених индустрија. За открића везана за гвожђе и челик, додељена му је награда од 12.000 ливри; али, задовољан својом приватном зарадом, затражио је да тај новац припадне Академији наука за наставак експеримената у вези са побољшањем индустријских процеса. Године 1731, постао је заинтересован за метеорологију, и осмислио је термометарску скалу која носи његово име: Реомир. Године 1735, због породичних разлога, прихватио је позицију командира и интенданта краљевског и војног Реда светог Луја; извршавао је своје дужности са великом пажњом, али је одбио да буде плаћен. Веома је уживао у систематском проучавању природњаштва. Његови пријатељи су га често називали "Плинијем 18. века“.
Волео је да се повуче и живео је у својим сеоским резиденцијама, укључујући и дворац Ла Бермондјер, Сен Жилијен ди Теру, Мен, где је доживео озбиљан пад са коња, што је довело до његове смрти. Академији наука је завештао своје рукописе, који су чинили 138 портфолија, и своје природњачке збирке.
Реомирови научни радови тичу се великог броја научних грана; његов први рад, из 1708. године, био је везан за један општи геометријски проблем; последњи рад, из 1756. године, тицао се облика птичјих гнезда. Експериментално је доказао чињеницу да је јачина канапа већа од збира јачина свих засебних нити канапа. Истраживао је и извештавао о златоносним рекама, рудницима тиркиза, шумама и фосилоносним слојевима Француске. Смислио је метод за калајисање гвожђа, који се и даље користи, и проучавао је разлике између гвожђа и челика, тачно показујући да је количина угљеника највећа у ливеном гвожђу, мања у челику, а најмања у кованом гвожђу. Његова књига о овој теми (1722) преведена је на енглески и немачки.
Запажен је због термометра који је направио тако што је тачку мржњења воде узео за 0°, а онда градуисао цев на степене, од којих је сваки означавао хиљадити део запремине цеви. Услед коришћења одређене врсте алкохола, тачка кључања воде била је 80°.
Реомир је доста писао о природњаштву. Рано у свом животу је описао локомоторни систем бодљокожаца, и показао да је претпостављена честа грешка да ракови замењују своје изгубљене екстремитете заправо истинита. Сматра се оснивачем етологије. Године 1710. написао је рад о могућности употребе паука за производњу свиле, који је био толико прослављен у то време да је кинески цар Канси тражио његов превод на кинески језик.
Проучавао је везу између раста инсеката и температуре. Такође је израчунао стопу раста популације инсеката и запазио да морају да постоје природне провере, пошто теоретске популационе бројке које би се постигле геометријском прогресијом нису достигнуте током посматрања стварних популација.
Такође је проучавао на пољу ботанике и пољопривреде, и осмислио је процес за очување птица и јаја. Развио је систем вештачке инкубације и направио важна запажања у вези са варењем карниворних и граминиворних (оних који једу траву) птица. Једно о његових највећих дела, Mémoires pour servir à l'histoire des insectes, објављено у 6 томова, садржи 267 картица (Амстердам, 1734–42). У њему постоје описи изгледа, навика и локалитета свих познатих инсеката изузев буба, и представља изврсни пример пажљивог и тачног посматрања. Међу осталим значајним чињеницама наведеним у овом делу јесу и експерименти који су омогућили Реомиру да докаже тачност Песонелове хипотезе да су коралу животиње, а не биљке.
Изабран је за члана Краљевског друштва у новембру 1738. године. Изабран је за страног члана Краљевске шведске академије наука 1748. године.

## Одабрана дела
- Réaumur, R.-A. F. de. 1734–1742. Mémoires pour servir à l’histoire des insectes. Шест томова. Académie Royale des Sciences, Париз, Француска.
- Réaumur, R.-A. F. de. 1749. Art de faire éclorre et d’élever en tout saison des oiseaux Domestiques de toutes espèces. Два тома. Imprimerie royale, Париз, Француска.
- Réaumur, R.-A. F. de. 1750. The art of hatching and bringing up domestic fowls. Лондон, УК.
- Réaumur, R.-A. F. de. 1800. Short history of bees I. The natural history of bees. Printed for Vernor and Hood in the Poultry, Џ. Канди, Лондон, УК.
- Réaumur, R.-A. F. de. 1926. The natural history of ants, from an unpublished manuscript. В. М. Вилер, уредник и преводилац. [Укључује текст на француском], Knopf, Њујорк, Њујорк, САД. Реиздат 1977, Arno Press, Њујорк, Њујорк, САД.
- Réaumur, R.-A. F. de. 1939. Morceaux choisis. Жан Торле, уредник. Gallimard, Париз, Француска.
- Réaumur, R.-A. F. de. 1955. Histoire des scarabées. М. Колери, увод. 11. том Encyclopédie Entomologique. Пол Лешвалије, Париз, Француска.
- Réaumur, R.-A. F. de. 1956. Memoirs on steel and iron. А. Џ. Сиско, преводилац. Ц. С. Смит, увод и напомене. University of Chicago Press, Чикаго, Илиноис, САД.

## Извор
- Chisholm, Hugh, ур. (1911). „Réaumur, René Antoine Ferchault de”.  (на језику: енглески) (11 изд.). Cambridge University Press.